# Les Endiablées
Pour les articles homonymes, voir The Wild Party.
Pour plus de détails, voir Fiche technique et Distribution.
Les Endiablées (The Wild Party) est un film américain réalisé par Dorothy Arzner, sorti en 1929.
C'est le premier film parlant de Clara Bow.

## Synopsis
James Gilmore, séduisant professeur d'anthropologie, intègre un collège de jeunes filles dont la meneuse est Stella Ames. Toutes sont attirées par lui, et plus particulièrement Stella…

## Fiche technique
- Titre : Les Endiablées
- Titre alternatif : Les Écervelées
- Titre original : The Wild Party
- Réalisation : Dorothy Arzner
- Scénario : E. Lloyd Sheldon, d'après une histoire de Samuel Hopkins Adams
- Musique : John Leipold (non crédité)
- Directeur de la photographie : Victor Milner
- Costumes : Travis Banton (non crédité)
- Montage : Otho Lovering (non crédité)
- Producteur : E. Lloyd Sheldon
- Société de production et de distribution : Paramount Pictures
- Genre : Comédie dramatique
- Format : Noir et blanc
- Durée : 77 minutes
- Dates de sortie :
  - États-Unis : 6 avril 1929
  - France : 13 mars 1931

## Distribution
- Clara Bow : Stella Ames
- Fredric March : James « Gil » Gilmore
- Marceline Day : Faith Morgan
- Shirley O'Hara : Helen Owens
- Adrienne Dore : Babs
- Joyce Compton : Eva Tutt
- Jack Oakie : Al
- Jack Luden : George
- Phillips Holmes : Phil

## Galerie

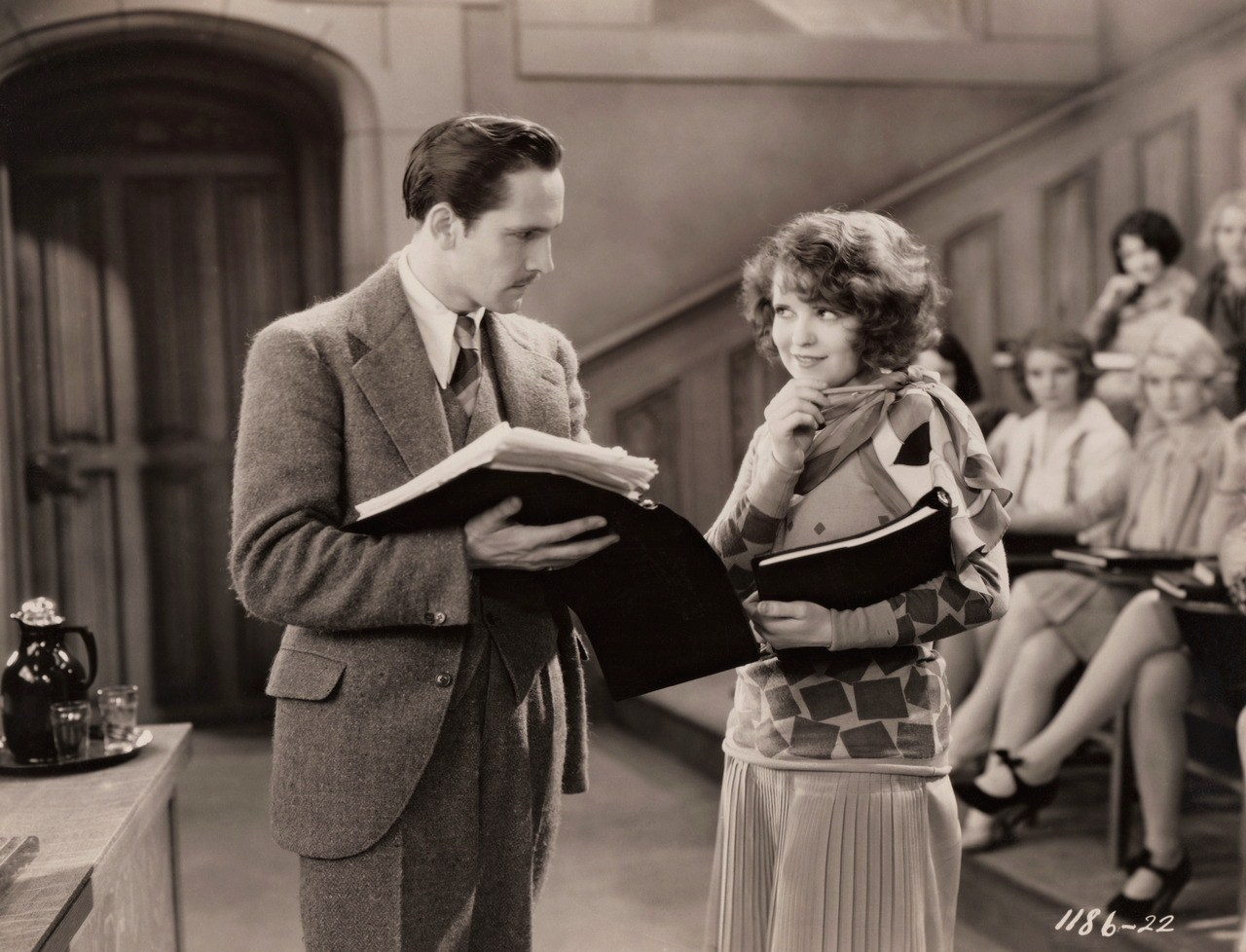
Fredric March et Clara Bow
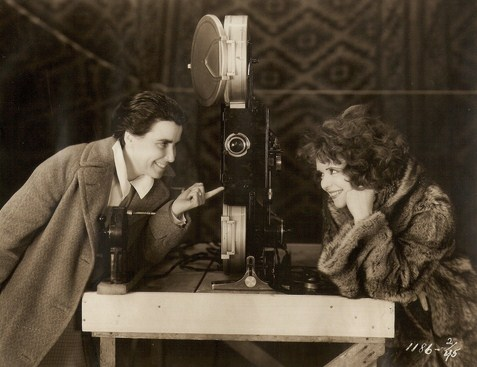
Dorothy Arzner et Clara Bow sur le tournage
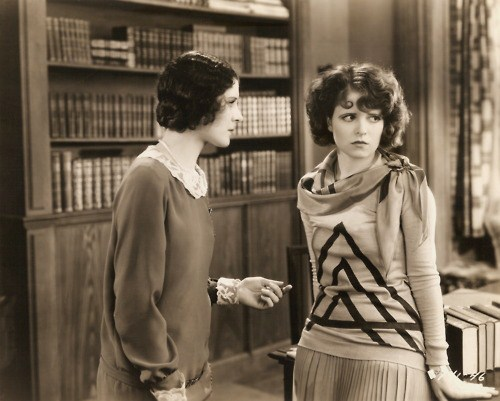
Marceline Day et Clara Bow
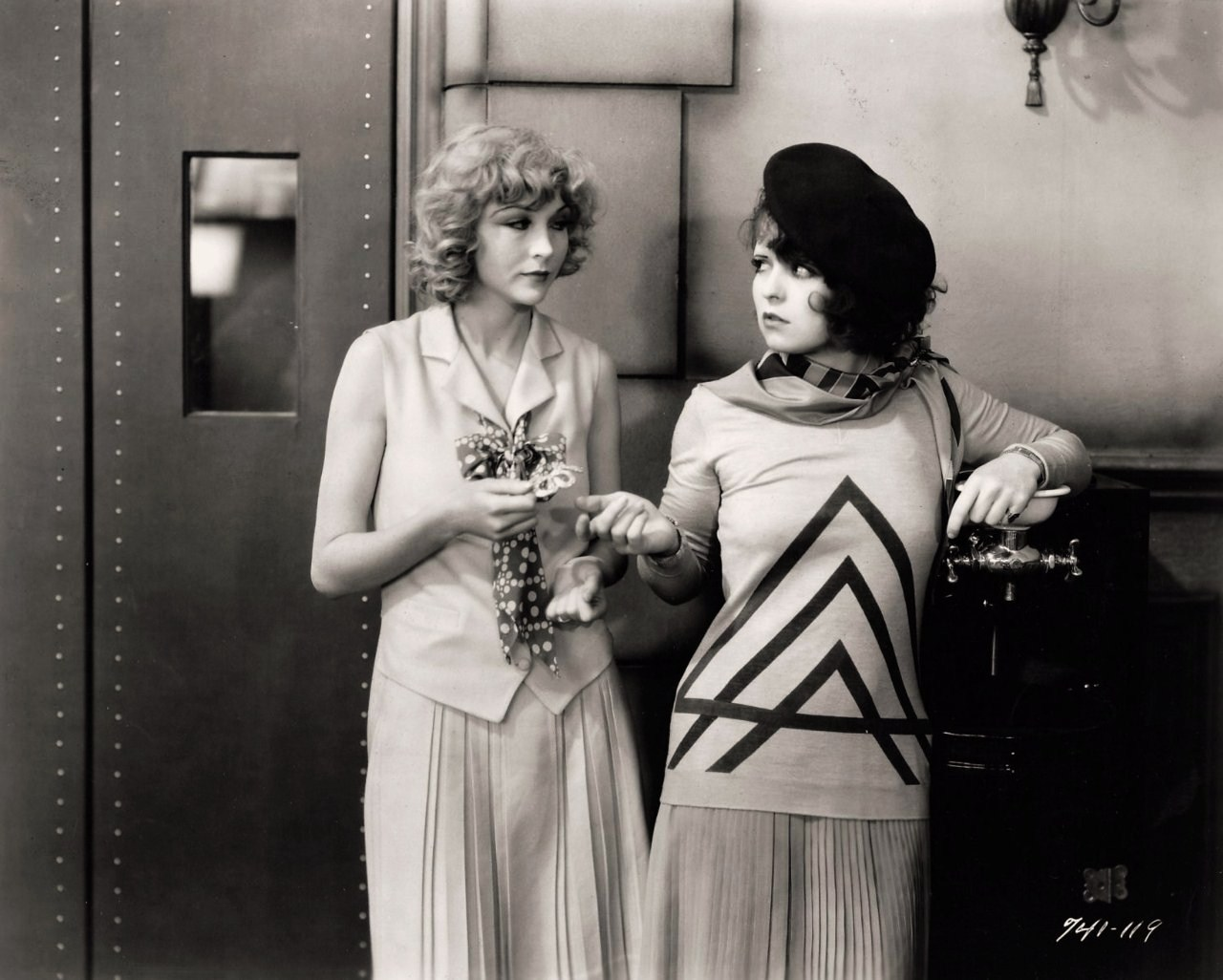
Joyce Compton et Clara Bow
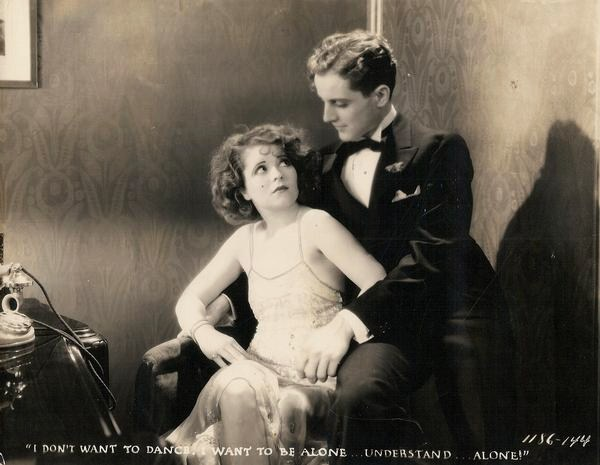
Clara Bow et Phillips Holmes